# 压铸玩具

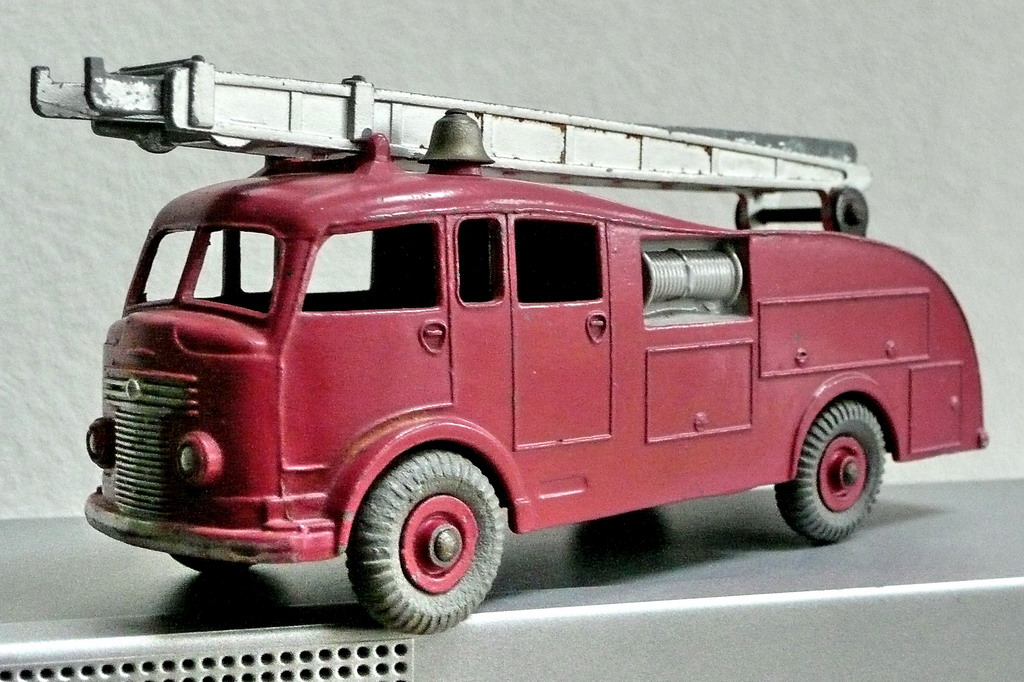
一款消防車形狀的压铸玩具，該压铸玩具具有多个零件和橡胶轮胎

压铸玩具是指人們将熔融的铅、锌合金或塑料放入模具中，之後再將之壓鑄成特定形状的玩具或比例模型。這些形狀大多為汽车、航空器、军用车辆、重型動力機械和火车。